# Чина куляста
Чина куляста, Горошок кулястий (Lathyrus sphaericus Retz.) — рослина з роду чина, родини бобових.

## Загальна біоморфологічна характеристика

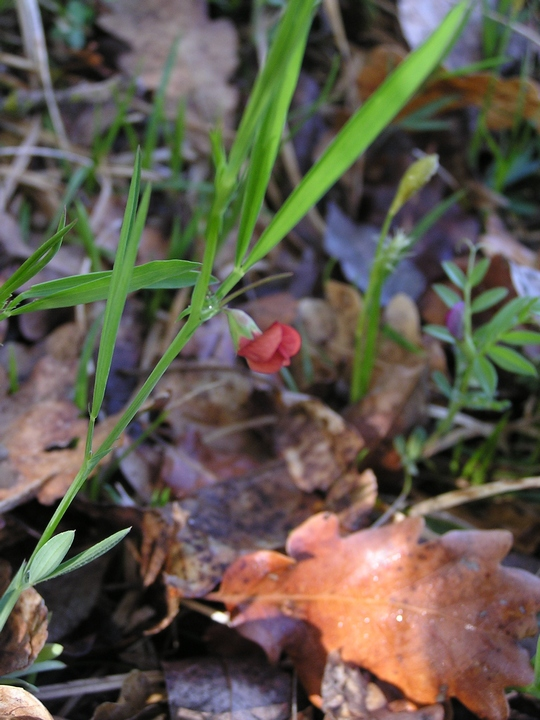
Чина куляста в Південному Тіролі

Однорічна рослина 50 — 75 см заввишки, прямостояча, від основи гілляста, майже гола, рідше опушена. Прилистки напівстріловидні, майже однакової довжини з віссю листа. Листова вісь у нижніх листків закінчується вістрям, у верхніх листків — довгим негіллястим вусиком. Листя складаються з 1 пари лінійно-ланцетних або лінійних листочків 5 — 8 см завдовжки, 1 — 6 мм завширшки з 3 — 5 жилками. Квітконоси коротші за листову вісь. Квітки поодинокі, 0,8 — 1 см завдовжки, віночок цегляно-червоний. Чашечка трубчасто-дзвонова, до основи звужена, всі зубці однакової довжини, ланцетні, довше трубки. Прапор звужений в довгий нігтик; крила на довгому вузькому нігтику; човник довгастий, на довгому нігтику. Боби вузьколінійні, 3,5 — 6,5 см завдовжки, 3-5 мм завширшки, злегка стислі. Стулки опуклі, з поздовжнім косим жилкуванням. Насіння кулясте, стисле, 2 — 2,5 мм в діаметрі, буре або оливково-зелене, гладке. Каріотип — 2n = 14. Цвіте у квітні — травні, плодоносить у червні.

## Екологія
Росте на відкритих кам'янистих схилах, в ялівцевих лісах, як бур'ян — на полях, по краях доріг.

## Поширення
Загальне поширення: Чина куляста зростає в Східній і Північній Африці, на островах Атлантичного океану, в Південній і Східній Європі, в Західній і Центральній Азії на схід до Гімалаїв.
Країни: Афганістан, Албанія, Алжир, Вірменія, Азербайджан, Болгарія, Кіпр, Данія, Єгипет, Ефіопія, Франція, Угорщина, Греція, Індія, Ірак, Італія, Кенія, Мальта, Марокко, Непал, Пакистан, Португалія, Румунія, Іспанія, Швеція, Швейцарія, Танзанія, Туніс, Туркменістан, Уганда, Україна, Заїр, країни колишньої Югославії. Інтродукована в Австралії, Мексиці, США.

### Поширення в Україні
В Україні зростає в Криму — у передгір'ях та на Південному березі, зазвичай на сухих відкритих схилах, в ялівцевих лісах, садах і виноградниках.

## Використання та господарське значення
Має кормове значення.